# سیلوانیا (جورجیا)
سیلوانیا، جورجیا (به انگلیسی: Sylvania, Georgia) یک شهر در ایالات متحده آمریکا با جمعیت ۲٬۶۷۵ نفر است که در جورجیا واقع شده‌است.

## موقعیت جغرافیایی
موقعیت جغرافیایی شهرها و مناطق اطراف به شرح زیر است: